# 1984 في البرازيل
فيما يلي قوائم الأحداث التي وقعت خلال عام 1984 في البرازيل.

## رياضة
- 25 مارس – جائزة البرازيل الكبرى 1984 الفائز ألن بروست.

## ظهور
- 1 يناير – سيبولتورا

## مواليد

### يناير
- 8 يناير – لياندرو بونفيم لاعب كرة قدم برازيلي.
- 17 يناير – روفيرزيو لاعب كرة قدم برازيلي.
- 22 يناير – رايكا أوليفيرا عارضة برازيلية.
- 25 يناير – روبينيو لاعب كرة قدم برازيلي.
- 28 يناير – فينيسيوس ريتشي لاعب برازيلي.

### فبراير
- 2 فبراير – رومان هونتيوك لاعب جودو أوكراني.
- 3 فبراير – روجيريو دوترا سيلفا لاعب كرة مضرب برازيلي.
- 10 فبراير – مارسيلو ماتوس لاعب كرة قدم برازيلي.
- 10 فبراير – ماركوس أوريليو لاعب كرة قدم برازيلي.
- 25 فبراير – باولو روبرتو مورايس جونيور لاعب كرة قدم برازيلي.

### مارس
- 9 مارس – غيلمار سيلفا لاعب كرة قدم برازيلي.
- 9 مارس – لاريسا كوستا
- 10 فبراير – مارسيلو ماتوس لاعب كرة قدم برازيلي.
- 10 مارس – دافي خوسيه سيلفا دو ناسيمينتو لاعب كرة قدم برازيلي.
- 11 يونيو – مارسيو أرواخو لاعب كرة قدم برازيلي.
- 12 أغسطس – مارسيلو رباطات لاعب كرة قدم برازيلي.
- 13 مارس – أندرسون كوستا لاعب كرة قدم برازيلي.
- 13 مارس – فيليبي ماتشادو لاعب كرة قدم برازيلي.
- 22 مارس – دييغو سوزا لاعب كرة قدم برازيلي.

### أبريل
- 1 أبريل – جوناس غونسالفيس أوليفيرا لاعب كرة قدم برازيلي.
- 4 أبريل – تشارلز دياز دي أوليفيرا لاعب كرة قدم برازيلي.
- 4 أبريل – جيلسون دو امارال لاعب كرة قدم برازيلي.
- 6 أبريل – دافي رودريغيز دي خيسوس لاعب كرة قدم برازيلي.
- 10 أبريل – غيلسون دي كارفاليو سواريس لاعب كرة قدم برازيلي.
- 10 أبريل – كارلوس أدريانو دي جيسوس سواريس لاعب كرة قدم برازيلي.
- 15 أبريل – جيمي فرانكا لاعب كرة قدم برازيلي.
- 18 أبريل – فرانسيسما ماريوكا دي أوليفيرا لاعب كرة قدم برازيلي.
- 27 أبريل – أنجلو ريكاردو فيرساري لاعب كرة قدم برازيلي.
- 29 أبريل – جوني لاندرينيو لاعب كرة قدم برازيلي.
- 29 أبريل – ساندرو سيلفا لاعب كرة قدم برازيلي.

### مايو
- 3 مايو – تياغو برادو لاعب كرة قدم برازيلي.
- 3 مايو – ماكس كاراسكو لاعب كرة قدم برازيلي.
- 7 مايو – أرس رودريغيز سيموني فيليو لاعب كرة قدم برازيلي.
- 19 مايو – خوسيه ريكاردو دوس سانتوس أوليفيرا لاعب كرة قدم برازيلي.
- 20 مايو – ريكاردو لوبو لاعب كرة قدم برازيلي.
- 26 مايو – فابيانا سيمبريبوم عارضة برازيلية.
- 31 مايو – ماركوس فينيسيوس دي سوزا لاعب كرة سلة برازيلي.

### يونيو
- 11 يونيو – برونو فيراز داس نيفيس لاعب كرة قدم برازيلي.
- 11 يونيو – فاغنر لوف لاعب كرة قدم برازيلي.
- 11 يونيو – مارسيو أرواخو لاعب كرة قدم برازيلي.
- 19 يونيو – لويس كارلوس دوس سانتوس مارتينز لاعب كرة قدم برازيلي.

### يوليو
- 1 يوليو – فرانكو فيريرو لاعب كرة مضرب برازيلي.
- 4 يوليو – كليمرسون لويس ماركيز لاعب كرة قدم برازيلي.
- 7 يوليو – برونو مورايس لاعب كرة قدم برازيلي.
- 8 يوليو – دانييلا ساراهيبا عارضة برازيلية.
- 14 يوليو – نيلمار لاعب كرة قدم برازيلي.
- 19 يوليو – ماريسول ريبيرو ممثلة برازيلية.
- 31 يوليو – فيليبي دياز دا سيلفا دال بيلو لاعب كرة قدم برازيلي.

### أغسطس
- 12 أغسطس – مارسيلو رباطات لاعب كرة قدم برازيلي.
- 20 أغسطس – آيلتون جوزيه ألميدا لاعب كرة قدم برازيلي.
- 26 أغسطس – سيسيرو سانتوس لاعب كرة قدم برازيلي.
- 28 أغسطس – باولا فرنانديز مغنية برازيلية.

### سبتمبر
- 7 سبتمبر – ميراندا لاعب كرة قدم برازيلي.
- 9 سبتمبر – برونو لويس دي الميدا رودريغز لاعب كرة قدم برازيلي.
- 11 سبتمبر – ميسا بيسوا لاعبة كرة يد برازيلية.
- 15 سبتمبر – ريناتو كاجا لاعب كرة قدم برازيلي.
- 22 سبتمبر – تياغو سيلفا لاعب كرة قدم برازيلي.
- 27 سبتمبر – نينو سانتوس لاعب كرة قدم برازيلي.

### أكتوبر
- 3 أكتوبر – ماركوس بيتسيلي لاعب كرة قدم برازيلي.
- 7 أكتوبر – فالدوني دا روزا لاعب كرة قدم برازيلي.
- 26 أكتوبر – أدريانو كوريا لاعب كرة قدم برازيلي.
- 29 أكتوبر – برونو سابا كوستا لاعب كرة قدم برازيلي.

### نوفمبر
- 3 نوفمبر – تياغو مارين مارتير لاعب كرة قدم برازيلي.
- 10 نوفمبر – رافاييل سانتوس لاعب كرة قدم برازيلي.
- 10 نوفمبر – ويلينغتون دي مورايس كويمبرا لاعب كرة قدم برازيلي.
- 19 نوفمبر – روجيريو جونكالفيس مارتينز لاعب كرة قدم برازيلي.

### ديسمبر
- 19 ديسمبر – كارينا بيدوسكي
- 24 ديسمبر – روجيريو ميراندا سيلفا لاعب كرة قدم برازيلي.
- 25 ديسمبر – ناتاليا غيمارايس ممثلة برازيلية.
- 26 ديسمبر – باولينيو بوراسيني لاعب كرة سلة برازيلي.
- 31 ديسمبر – إيدرسون ترينيداد لوبيز لاعب كرة قدم برازيلي.

## وفيات

### يوليو
- 7 يوليو – إلبا داليما (مواليد 1915)

### سبتمبر
- 19 سبتمبر – ألفارو ليوبيز كانكادو (مواليد 1912) لاعب كرة قدم برازيلي.